# 莫莫州

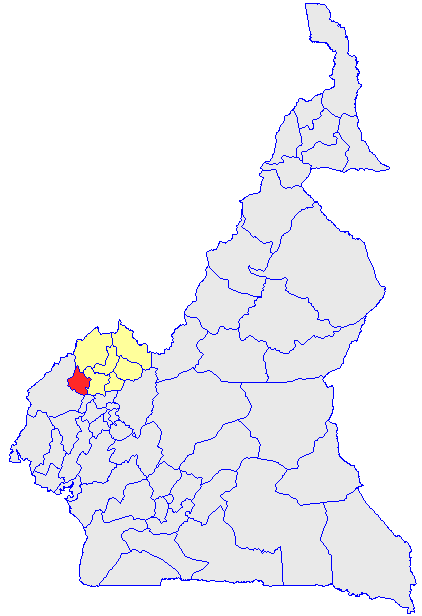

莫莫州（法語：Momo），是喀麥隆的58個州份之一，位於該國西北部，由西北區負責管轄，北面是門楚姆州，面積1,792平方公里，2001年人口213,402，人口密度每平方公里119.1人。